# Usson
 Usson  es una comuna y población de Francia, en la región de Auvernia, departamento de Puy-de-Dôme, en el distrito de Issoire y cantón de Sauxillanges.
Está integrada en la Communauté de communes des Coteaux de l'Allier.

## Demografía
| 192 | 168 | 178 | 183 | 188 | 194 |
| Para los censos de 1962 a 1999 la población legal corresponde a la población sin duplicidades (Fuente: INSEE [Consultar]) |     |     |     |     |     |